# Славянский вестник

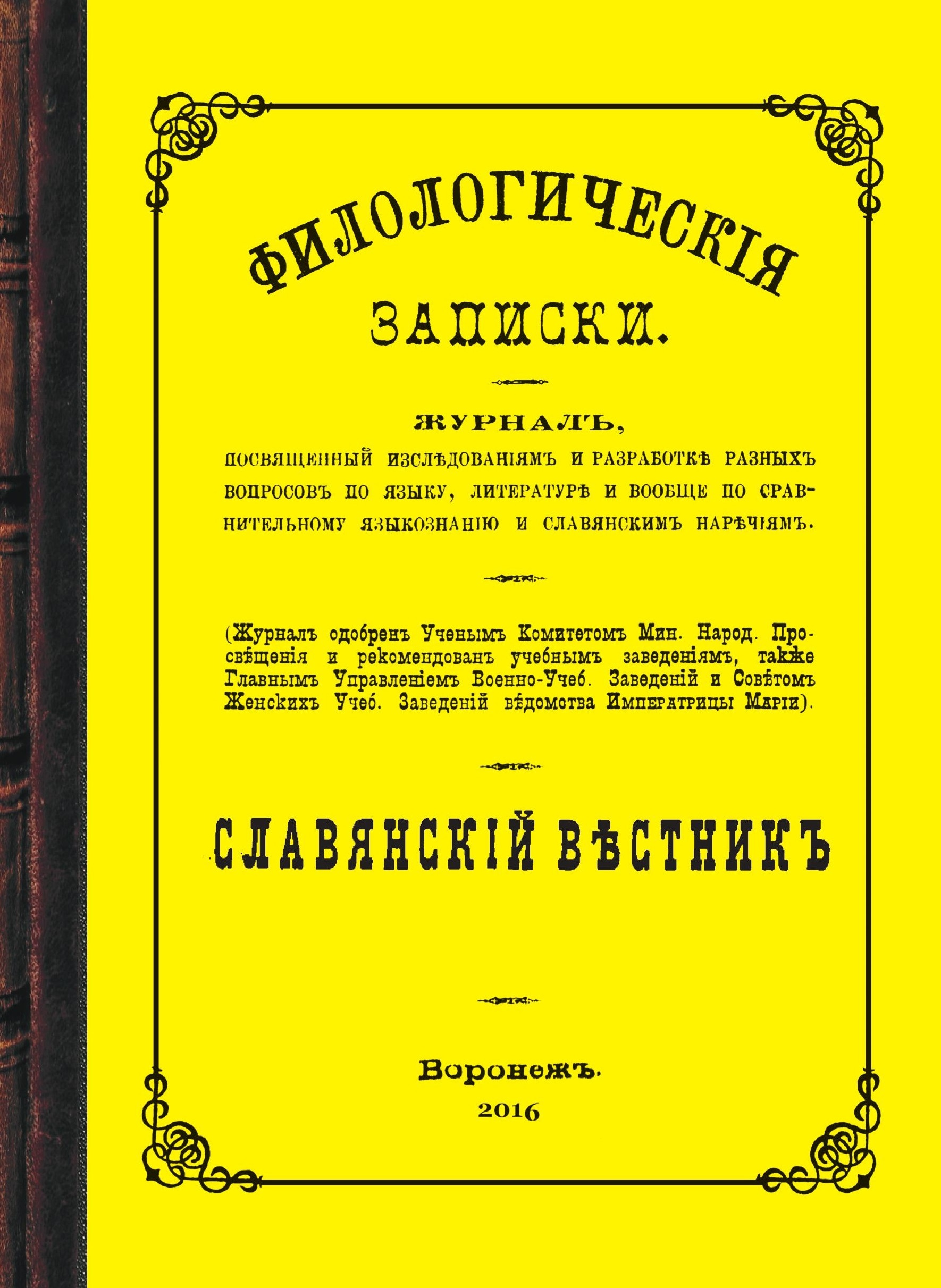
Юбилейный выпуск к 150-летию издания, 2016

Славя́нский ве́стник — научный сборник, ставший «первым в русской литературе опытом — дать в специальном издании исключительное место изучению Славянской литературы, старины и народности»; издавался в Воронеже с 1866 по 1917 гг. в качестве специализированного приложения к журналу «Филологические записки» под редакцией А. А. Хованского.

## История создания
Инициатива об открытии особого приложения под именем «Славянского Вестника» принадлежала «почтенному и ближайшему» сотруднику журнала П. А. Гильтебрандту.. В 1863 году в газете И. С. Аксакова «День» вышла статья Гильтебрандта, в которой речь шла об острой необходимости в издании подобного рода, однако автор высказывал сомнения, что в Российской империи найдутся люди, способные взяться за это дело, разве что таким человеком окажется А. А. Хованский.

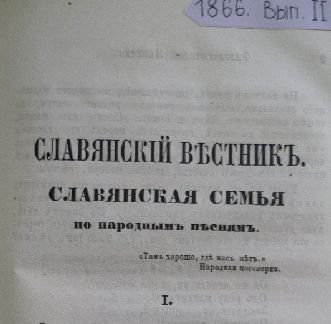
Славянский вестник, 1866

В сборнике печатались статьи известных российских и восточно-европейских языковедов, таких как А. Н. Афанасьев, И. А. Бодуэн де Куртенэ, Н. Ф. Бунаков, А. Л. Бем, Я. К. Грот, Н. П. Задерацкий, Л. С. Каравелов, Н. И. Кареев, М. А. Колосов, А. А. Кочубинский, Н. А. Лавровский, В. В. Макушев и др. Характерно, что вопрос об основании «Славянского вестника» был поднят накануне организации Славянского съезда в Москве в 1867 году.
Создатель «Вестника» полагал главной идеей издания «духовное общение всех славянских народностей». Научное определение русского в ряду «санскритских» и славянских языков стало «первой заботой» издателя о новом сборнике, тогда как «второй заботой» —
особенно заняться миром славянским, знакомить читателей с историей литературы, бытом и нравами разных славянских племен и вообще со стариной и народностью их, с памятниками и образцами народного творчества.А. Хованский
 В предисловии к началу издания Хованский обозначил основные причины и проблемы, побудившие его на этот проект. Редактор объяснял необходимость появления специального приложения отсутствием достоверной информации у славянских народов друг о друге, а ключевым полагал вопрос о всеславянском литературном языке и о способности русского стать таковым. Эти темы Хованский предложил к обсуждению уже в предисловии к началу издания. «Славянский вестник» публиковался до 1917 года и прекратил своё существование вместе с «Филологическими записками».
В период репрессивного разгула «нового учения о языке» Н. Я. Марра, когда сравнительно-историческое языкознание было официально признано ложным буржуазным учением (в  ходе  «Дела славистов», «Дела краеведов» и т.п.), информация о «Славянском вестнике» была практически исключена из научно-библиографической базы.
С целью восстановления исторической памяти в 2016 году, к 150-летнему юбилею издания, под эгидой Фонда Хованского были подготовлены к репринту три тома статей из сборника «Славянский вестник» за 1866—1885 годы. В сборник вошли статьи А. Н. Афанасьева, Я. К. Грота, И. А. Бодуэна де Куртенэ, Н. И. Кареева и др.
В 2019 году в журнале «Славистика», издаваемом Сербским славянским содружеством, вышла статья "Сербские страницы в «Славянском вестнике»" с обзором публикаций, посвященных сербскому языку и литературе.

### Значение сборника
К моменту появления «Славянского вестника» в Российской империи не было ни одного подобного специализированного издания. К этому времени «Известия императорской Академии наук по Отделению русского языка и словесности», издававшиеся в Петербурге с 1852 по 1863, прекратили своё существование вплоть до 1896 года. Таким образом, на протяжении значительного промежутка времени у издания Хованского не было конкурентов.
Появление «Славянского вестника» дало новый импульс изучению славянской мифологии, в сборнике по этой теме публиковали свои статьи Д. О. Шеппинг, Ф. И. Буслаев, А. Н. Афанасьев, А. А. Потебня, Н. И. Кареев и другие. В 1884 году вышла статья Людовика Леже «Краткий очерк славянской мифологии», содержащая подробный библиографический обзор современных публикаций на эту тему, а в 1907 году в сборнике был опубликован перевод его «Славянской мифологии».

### Юбилейный выпуск
В декабре 2016 на базе кафедры славянской филологии ВГУ состоялась международная научно-практическая конференция «Славянский вестник: история и перспективы» и был опубликован юбилейный сборник. В подготовке материалов для сборника приняли участие учёные из Армении, Беларуси, Грузии, Иордании, Македонии, Украины, Польши, России и Чехии. В опубликованных статьях были рассмотрены различные вопросы славяноведения, фольклористики, фразеологии, этнографии, перевода и истории, а также грамматики и её философского содержания. Не остался без специального внимания авторов и фундаментальный и вечный вопрос о славянской этимологии. С приветственным письмом к организаторам конференции обратился директор Института славяноведения РАН К. В. Никифоров.

## «Славянский вестник» в МГУ
В 2003 году в МГУ началась публикация сборника научных статей «Славянский вестник», ставшего наследственным продолжением официального печатного органа кафедры славянской филологии — сборника «Славянская филология», издававшегося с 1951 по 80-е годы XX века. Первый номер вышел к 60-летию кафедры и 250-летию МГУ.